# Saint-Julien-d'Arpaon
Saint-Julien-d'Arpaon är en kommun i departementet Lozère i regionen Occitanien i södra Frankrike. Kommunen ligger i kantonen Barre-des-Cévennes som tillhör arrondissementet Florac. År 2018 hade Saint-Julien-d'Arpaon 92 invånare.

## Befolkningsutveckling
Antalet invånare i kommunen Saint-Julien-d'Arpaon
| Referens: INSEE |